# Difenoxilat
Difenoxilatul este un opioid utilizat în asociere cu atropina în tratamentul diareei la adulți. Calea de administrare disponibilă este cea orală.
Nu este utilizat la copii datorită riscului instalării deprimării respiratorii (este un opioid).